# Auce
Auce (en alemany: Alt-Autz) és un poble de Letònia situat al municipi d'Auce. Està situada a la històrica regió de Curlàndia, a prop de la frontera amb Lituània.

## Història
S'esmenta per primera vegada Owcze el 1426. El 1576 Alt-Autz s'independitzava de les possessions del terratinent Johann von Bremen. El 1667 es va fundar la primera església i va aconseguir els drets de vila el 1924.

## Residents notables
- Kurt Tucholsky (1890-1935) escriptor alemany.
- Erhard Milch (1892-1972) oficial del govern nazi.